# Liste des codes Kemler
Pour un article plus général, voir Accord relatif au transport international des marchandises dangereuses par route.
Cette liste répertorie les codes Kemler ou numéro d'identification du danger ADR (Accord relatif au transport international des marchandises Dangereuses par Route) utilisés dans le transport de matières dangereuses.

## Signification des chiffres
- 2 : risque de fuite de gaz dû à la pression ou à une réaction chimique
- 3 : matières liquides inflammables ou auto-échauffantes
- 4 : matières solides inflammables ou auto-échauffantes
- 5 : effet oxydant
- 6 : danger de toxicité ou d’infection
- 7 : danger dû à la radioactivité
- 8 : risque de corrosion
- 9 : 
  - en 1re place : autres matières dangereuses
  - en 2e ou 3e place : danger d’une réaction violente spontanée
- X : en 1re place : réagit dangereusement avec l'eau
- 0 : en 2e place ou 3e place s'il y a un X en 1re place : pas de danger supplémentaire particulier

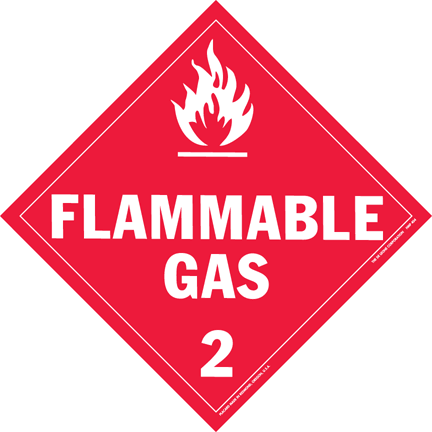

## Gaz
- 20 gaz asphyxiant ou qui ne présente pas de risque subsidiaire
- 22 gaz liquéfié réfrigéré, asphyxiant
- 223 gaz liquéfié réfrigéré, inflammable
- 225 gaz liquéfié réfrigéré, comburant (favorise l'incendie)
- 23 gaz inflammable
- 238 gaz, inflammable corrosif
- 239 gaz inflammable, pouvant produire spontanément une réaction violente
- 25 gaz comburant (favorise l'incendie)
- 26 gaz toxique
- 263 gaz toxique, inflammable
- 265 gaz toxique et comburant (favorise l'incendie)

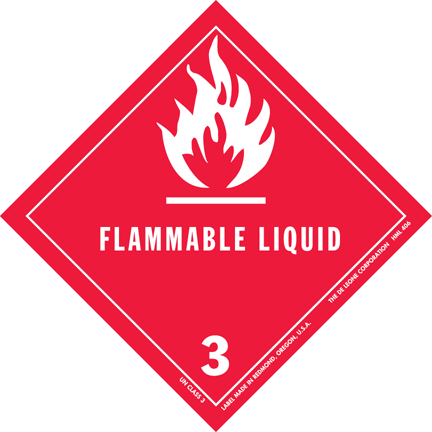

- 268 gaz toxique et corrosif
- 28 gaz, corrosif

## Matières liquides inflammables ou auto-échauffantes
- 30 matière liquide inflammable (point d'éclair de 23 °C à 60 °C, valeurs limites comprises) ou matière solide à l'état fondu ayant un point d'éclair supérieur à 60 °C, chauffée à une température égale ou supérieure à son point d'éclair, ou matière liquide auto-échauffante
- 323 matière liquide inflammable réagissant dangereusement avec l'eau en dégageant des gaz inflammables
- X323 matière liquide inflammable réagissant dangereusement avec l'eau en dégageant des gaz inflammables
- 33 matière liquide très inflammable (point d'éclair inférieur à 23 °C)
- 333 matière liquide pyrophorique
- X333 matière liquide pyrophorique réagissant dangereusement avec l'eau
- 336 matière liquide très inflammable et toxique
- 338 matière liquide très inflammable et corrosive
- X338 matière liquide très inflammable et corrosive, réagissant dangereusement avec l'eau
- 339 matière liquide très inflammable, pouvant produire spontanément une réaction violente
- 36 matière liquide inflammable (point d'éclair de 23 °C à 60 °C, valeurs limites comprises), présentant un degré mineur de toxicité, ou matière liquide autoéchauffante et toxique
- 362 matière liquide inflammable, toxique, réagissant avec l'eau en émettant des gaz inflammables
- X362 matière liquide inflammable, toxique, réagissant dangereusement avec l'eau en dégageant des gaz inflammables
- 368 matière liquide inflammable, toxique et corrosive
- 38 matière liquide inflammable (point d'éclair de 23 °C à 60 °C, valeurs limites comprises), présentant un degré mineur de corrosivité, ou matière liquide auto-échauffante et corrosive
- 382 matière liquide inflammable, corrosive, réagissant avec l'eau en dégageant des gaz inflammables
- X382 matière liquide inflammable, corrosive, réagissant dangereusement avec l'eau en dégageant des gaz inflammables
- 39 liquide inflammable, pouvant produire spontanément une réaction violente

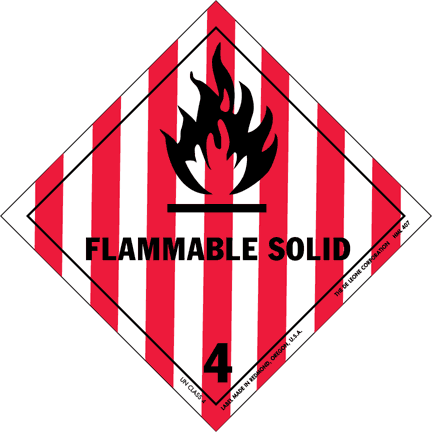

## Matières solides inflammables ou auto-échauffantes
- 40 matière solide inflammable ou matière autoréactive ou matière autoéchauffante
- 423 matière solide réagissant avec l'eau en dégageant des gaz inflammables, ou matière solide inflammable réagissant avec l'eau en dégageant des gaz inflammables, ou matière solide auto-échauffante réagissant avec l'eau en dégageant des gaz inflammables.
- X423 matière solide réagissant dangereusement avec l'eau en dégageant des gaz inflammables, ou matière solide inflammable réagissant dangereusement avec l'eau en dégageant des gaz inflammables, ou matière solide auto-échauffante réagissant dangereusement avec l'eau en dégageant des gaz inflammables.
- 43 matière solide spontanément inflammable (pyrophorique)
- X432 matière solide spontanément inflammable (pyrophorique), réagissant dangereusement avec l’eau en dégageant des gaz inflammables
- 44 matière solide inflammable qui, à une température élevée, se trouve à l'état fondu
- 446 matière solide inflammable et toxique qui, à une température élevée, se trouve à l'état fondu
- 46 matière solide inflammable ou auto-échauffante, toxique
- 462 matière solide toxique, réagissant avec l'eau en dégageant des gaz inflammables
- X462 matière solide, réagissant dangereusement avec l'eau, en dégageant des gaz toxiques)

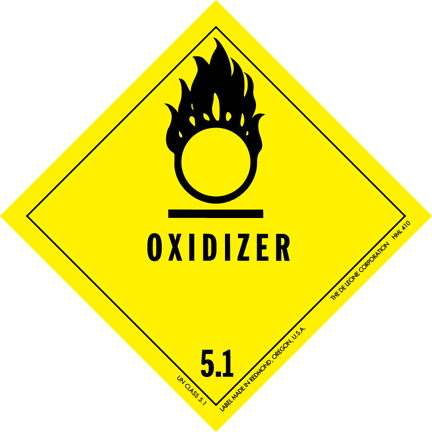

- 48 matière solide inflammable ou auto-échauffante, corrosive
- 482 matière solide corrosive, réagissant avec l'eau en dégageant des gaz inflammables
- X482 matière solide, réagissant dangereusement avec l'eau, en dégageant des gaz corrosifs)

## Matières comburantes
- 50 matière comburante (favorise l'incendie)
- 539 peroxyde organique inflammable
- 55 matière très comburante (favorise l'incendie)
- 556 matière très comburante (favorise l'incendie), toxique
- 558 matière très comburante (favorise l'incendie) et corrosive
- 559 matière très comburante (favorise l'incendie) pouvant produire spontanément une réaction violente

- 56 matière comburante (favorise l'incendie), toxique
- 568 matière comburante (favorise l'incendie), toxique, corrosive
- 58 matière comburante (favorise l'incendie), corrosive
- 59 matière comburante (favorise l'incendie) pouvant produire spontanément une réaction violente

## Matières toxiques ou infectieuses
- 60 matière toxique ou présentant un degré mineur de toxicité
- 606 matière infectieuse
- 623 matière toxique liquide, réagissant avec l'eau, en dégageant des gaz inflammables
- 63 matière toxique et inflammable (point d'éclair de 23 °C à 60 °C, valeurs limites comprises)
- 638 matière toxique et inflammable (point d'éclair de 23 °C à 60 °C, valeurs limites comprises) et corrosive
- 639 matière toxique et inflammable (point d'éclair égal ou inférieur à 60 °C), pouvant produire spontanément une réaction violente
- 64 matière toxique solide, inflammable ou auto-échauffante
- 642 matière toxique solide, réagissant avec l'eau en dégageant des gaz inflammables
- 65 matière toxique et comburante (favorise l'incendie)
- 66 matière très toxique
- 663 matière très toxique et inflammable (point d'éclair égal ou inférieur à 60 °C)
- 664 matière très toxique solide, inflammable ou auto-échauffante
- 665 matière très toxique et comburante (favorise l'incendie)
- 668 matière très toxique et corrosive
- X668 matière très toxique et corrosive, réagissant dangereusement avec l'eau.
- 669 matière très toxique, pouvant produire spontanément une réaction violente
- 68 matière toxique et corrosive
- 69 matière toxique ou présentant un degré mineur de toxicité, pouvant produire spontanément une réaction violente

## Matières radioactives
- 70 matière radioactive
- 768 matière radioactive, toxique et corrosive

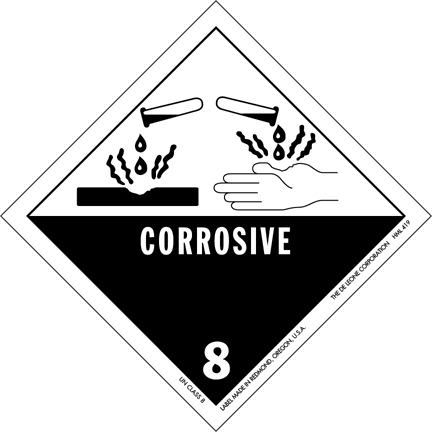

- 78 matière radioactive, corrosive

## Matières corrosives
- 80 matière corrosive ou présentant un degré mineur de corrosivité
- X80  matière corrosive ou présentant un degré mineur de corrosivité réagissant dangereusement avec l'eau)
- 823 matière corrosive liquide, réagissant avec l'eau en dégageant des gaz inflammables
- 83 matière corrosive ou présentant un degré mineur de corrosivité et inflammable (point d'éclair de 23 °C à 60 °C, valeurs limites comprises)
- X83 matière corrosive ou présentant un degré mineur de corrosivité et inflammable (point d'éclair de 23 °C à 60 °C, valeurs limites comprises) réagissant dangereusement avec l'eau)
- 839 matière corrosive ou présentant un degré mineur de corrosivité et inflammable (point d'éclair de 23 °C à 60 °C, valeurs limites comprises), pouvant produire spontanément une réaction violente
- X839 matière corrosive ou présentant un degré mineur de corrosivité et inflammable (point d'éclair de 23 °C à 60 °C, valeurs limites comprises), pouvant produire spontanément une réaction violente et réagissant dangereusement avec l'eau)
- 84 matière corrosive solide, inflammable ou auto-échauffante
- 842 matière corrosive solide, réagissant avec l'eau en dégageant des gaz inflammables
- 85 matière corrosive ou présentant un degré mineur de corrosivité et comburante (favorise l'incendie)
- 856 matière corrosive ou présentant un degré mineur de corrosivité et comburante (favorise l'incendie) et toxique
- 86 matière corrosive ou présentant un degré mineur de corrosivité et toxique
- 88 matière très corrosive
- X88 matière très corrosive réagissant dangereusement avec l'eau
- 883 matière très corrosive et inflammable (point d'éclair de 23 °C à 60 °C, valeur limites comprises)
- 884 matière très corrosive solide, inflammable ou auto-échauffante
- 885 matière très corrosive et comburante (favorise l'incendie)
- 886 matière très corrosive et toxique
- X886 matière très corrosive et toxique, réagissant dangereusement avec l'eau
- 89 matière corrosive ou présentant un degré mineur de corrosivité pouvant produire spontanément une réaction violente

## Autres matières dangereuses
- 90 matière dangereuse du point de vue de l'environnement, matières dangereuses diverses
- 99 matières dangereuses diverses transportées à chaud

## Exemple

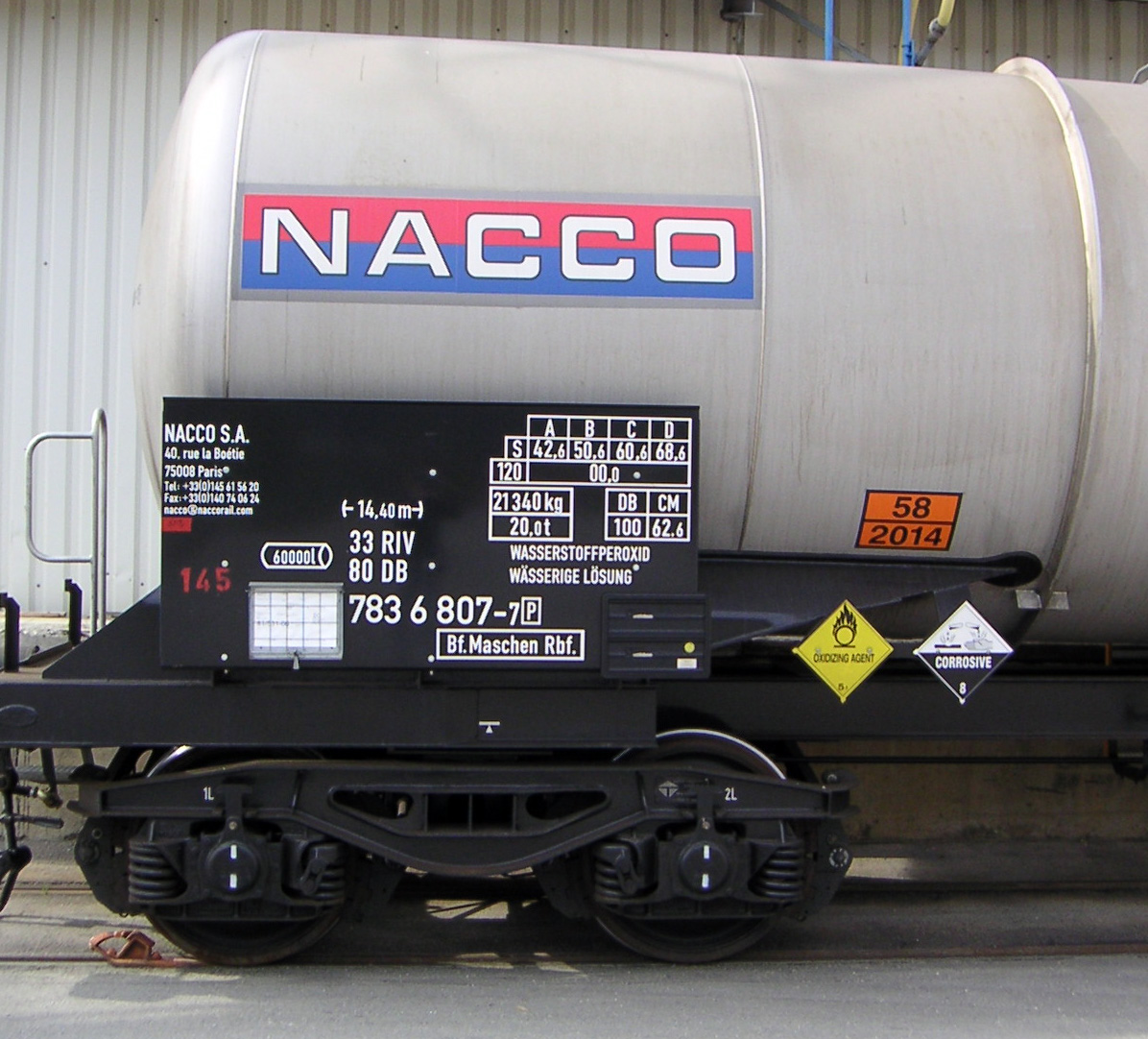
Un panneau orange de transport de matières dangereuses sur un wagon-citerne dont le code de danger « Kemler » (chiffre du haut : 58) indique qu'il s'agit d'un produit à la fois comburant (5) et corrosif (8).

Un panneau orange de transport de matières dangereuses sur un wagon-citerne concerné par le RID, dont le code de danger « Kemler » (chiffre du haut : 58) indique qu'il s'agit d'un produit à la fois comburant (5) et corrosif (8). 
1. ↑  « ADR 2017 » [PDF], sur unece.org, 1er janvier 2017 (consulté le 25 septembre 2018)